# Tour della nazionale maschile di rugby a 15 dell'Irlanda 2006
Tra le due edizioni del 2004 e 2007 della Coppa del Mondo di rugby, la nazionale di rugby XV dell'Irlanda, affidata ancora a Eddie O'Sullivan si è recata più volte in tour nell'emisfero australe.
Tali tour, si svolgono di solito nel mese di giugno e sono il momento in cui vengono sperimentati nuovi giocatori in vista degli impegni ufficiali, cpome ad esempio i mondiali del 2007.
Dopo il facile tour del 2005 in Giappone, fu certamente più impegnativo il test nel 2006, quando gli Irlandesi visitano Nuova Zelanda ed Australia e collezionando 3 sconfitte molto onorevoli.
Nel primo test, a Waikato, l'Irlanda disputa un grande match chiudendo il primo tempo in vantaggio 16-8, ma cede nel finale. Decisiva la meta di Troy Flavell per gli All Blacks.
Anche nel secondo test, gli Irlandesi disputano una grande match e grazie a due mete di Paul O'Connell e Jerry Flannery alla fine tempo, si portano addiriuttura in vantaggio prima. Nel finale però gli All Blacks riprendereanno in mano il risultato.
Il tour si chiude in Australia, dove gli irlandesi resisotno bene ai Wallabies che hanno appena ridicolizzato l'Inghilterra.
| Hamilton 10 giugno 2006 | Nuova Zelanda | 34 – 23 | Irlanda |  |

| Auckland 17 giugno 2006 | Nuova Zelanda | 27 – 17 | Irlanda |  |

| Perth 24 giugno 2006 | Australia | 37 – 15 | Irlanda |  |